# L’Europe
Die L’Europe ist ein Forschungsschiff des französischen Forschungsinstituts Ifremer. Das Schiff ist als Katamaran gebaut. Bereedert wird es von Genavir.

## Allgemeines
Das Schiff wurde auf der Werft OCEA Transport in Saint-Nazaire gebaut und im Dezember 1993 abgeliefert. Es wird in erster Linie im Mittelmeer eingesetzt. Das Schiff kann etwa acht Tage auf See bleiben.

## Technische Daten und Ausstattung
Der Antrieb des Schiffes erfolgt durch zwei Viertakt-Sechszylinder-Dieselmotoren von Poyaud, die von SACM in Lizenz gebaut wurden. Die Motoren mit jeweils 345 kW Leistung wirken auf zwei Verstellpropeller.
Für die Stromerzeugung stehen zwei Scania-Dieselgeneratoren mit 151 bzw. 92 kVA Scheinleistung zur Verfügung.
Das Schiff ist mit Echoloten und verschiedenen anderen Geräten für die Fischerei- und Meeresforschung ausgestattet. Das Schiff ist mit einem schwenkbaren Heckgalgen ausgerüstet, der 5 t heben kann. Außerdem befindet sich je ein Kran im Vorschiffs- und Achterschiffsbereich mit einer Kapazität von 5,3 bzw. 3,4 t. Im Rumpf befindet sich ein 1,3 × 1,3 Meter großer Moonpool. An Deck befinden sich verschiedene Winden. Weitere Winden wurden zur Bedienung von Forschungsgerät, das durch den Moonpool ins Wasser gelassen wird, installiert.
An Deck kann ein 20-Fuß- bzw. zwei 10-Fuß-Container mitgeführt werden.